# Tour de Romandie 2017
La 71e édition du Tour de Romandie a eu lieu du 25 au 30 avril 2017. Elle fait partie du calendrier UCI World Tour 2017 en catégorie 2.UWT.

## Présentation

### Équipes
| WorldTeams (18)- AG2R La Mondiale - Astana - Bahrain-Merida - BMC Racing Team - Bora-Hansgrohe - Cannondale-Drapac - FDJ - Lotto-Soudal - Movistar Team - Orica-Scott - Quick-Step Floors - Dimension Data - UAE Team Emirates - Katusha-Alpecin - Lotto NL-Jumbo - Sky - Team Sunweb - Trek-Segafredo Équipe continentale professionnelle- Wanty-Groupe Gobert |
| |

## Étapes
| Étape     | Date    | Villes étapes       | type                        | Distance (km) | Vainqueur d'étape | Leader du classement général |
| --------- | ------- | ------------------- | --------------------------- | ------------- | ----------------- | ---------------------------- |
| Prologue  | 25 avr. | Aigle – Aigle       | prologue                    | 4,8           | Fabio Felline     | Fabio Felline                |
| 1re étape | 26 avr. | Aigle – Champéry    | étape de moyenne montagne   | 173,3         | Michael Albasini  | Fabio Felline                |
| 2e étape  | 27 avr. | Aigle – Bulle       | étape de moyenne montagne   | 136,5         | Stefan Küng       | Fabio Felline                |
| 3e étape  | 28 avr. | Payerne – Payerne   | étape vallonnée             | 187           | Elia Viviani      | Fabio Felline                |
| 4e étape  | 29 avr. | Domdidier – Leysin  | étape de montagne           | 163,5         | Simon Yates       | Simon Yates                  |
| 5e étape  | 30 avr. | Lausanne – Lausanne | contre-la-montre individuel | 17,88         | Primož Roglič     | Richie Porte                 |

## Déroulement de la course

### Prologue
| \| Classement de l'étape \| Classement de l'étape \| Classement de l'étape \| Classement de l'étape \| Classement de l'étape \| \| Coureur \| Coureur \| Pays \| Équipe \| Temps \| \| --------------------- \| --------------------- \| --------------------- \| --------------------- \| --------------------- \| \| 1er \| Fabio Felline \| Italie \| Trek-Segafredo \| 5 min 57 s \| \| 2e \| Alex Dowsett \| Royaume-Uni \| Movistar Team \| + 2 s \| \| 3e \| Alexander Edmondson \| Australie \| Orica-Scott \| + 7 s \| \| 4e \| Maximilian Schachmann \| Allemagne \| Quick-Step Floors \| + 8 s \| \| 5e \| Victor Campenaerts \| Belgique \| LottoNL-Jumbo \| + 8 s \| \| 6e \| Primož Roglič \| Slovénie \| LottoNL-Jumbo \| + 9 s \| \| 7e \| Vasil Kiryienka \| Biélorussie \| Team Sky \| + 10 s \| \| 8e \| Tom Bohli \| Suisse \| BMC Racing Team \| + 10 s \| \| 9e \| Johan Le Bon \| France \| FDJ \| + 11 s \| \| 10e \| Christoph Pfingsten \| Allemagne \| Bora-Hansgrohe \| + 11 s \| |                       |             |                   |            |
| |                       |             |                   |            |
| Source : ProCyclingStats |                       |             |                   |            |
| Classement de l'étape |                       |             |                   |            |
| Coureur | Coureur               | Pays        | Équipe            | Temps      |
| 1er | Fabio Felline         | Italie      | Trek-Segafredo    | 5 min 57 s |
| 2e | Alex Dowsett          | Royaume-Uni | Movistar Team     | + 2 s      |
| 3e | Alexander Edmondson   | Australie   | Orica-Scott       | + 7 s      |
| 4e | Maximilian Schachmann | Allemagne   | Quick-Step Floors | + 8 s      |
| 5e | Victor Campenaerts    | Belgique    | LottoNL-Jumbo     | + 8 s      |
| 6e | Primož Roglič         | Slovénie    | LottoNL-Jumbo     | + 9 s      |
| 7e | Vasil Kiryienka       | Biélorussie | Team Sky          | + 10 s     |
| 8e | Tom Bohli             | Suisse      | BMC Racing Team   | + 10 s     |
| 9e | Johan Le Bon          | France      | FDJ               | + 11 s     |
| 10e | Christoph Pfingsten   | Allemagne   | Bora-Hansgrohe    | + 11 s     |

| \| Classement général \| Classement général \| Classement général \| Classement général \| Classement général \| \| Coureur \| Coureur \| Pays \| Équipe \| Temps \| \| ------------------ \| --------------------- \| ------------------ \| ------------------ \| ------------------ \| \| 1er \| Fabio Felline \| Italie \| Trek-Segafredo \| 5 min 57 s \| \| 2e \| Alex Dowsett \| Royaume-Uni \| Movistar Team \| + 2 s \| \| 3e \| Alexander Edmondson \| Australie \| Orica-Scott \| + 7 s \| \| 4e \| Maximilian Schachmann \| Allemagne \| Quick-Step Floors \| + 8 s \| \| 5e \| Victor Campenaerts \| Belgique \| LottoNL-Jumbo \| + 8 s \| \| 6e \| Primož Roglič \| Slovénie \| LottoNL-Jumbo \| + 9 s \| \| 7e \| Vasil Kiryienka \| Biélorussie \| Team Sky \| + 10 s \| \| 8e \| Tom Bohli \| Suisse \| BMC Racing Team \| + 10 s \| \| 9e \| Johan Le Bon \| France \| FDJ \| + 11 s \| \| 10e \| Christoph Pfingsten \| Allemagne \| Bora-Hansgrohe \| + 11 s \| |                       |             |                   |            |
| |                       |             |                   |            |
| Source : ProCyclingStats |                       |             |                   |            |
| Classement général |                       |             |                   |            |
| Coureur | Coureur               | Pays        | Équipe            | Temps      |
| 1er | Fabio Felline         | Italie      | Trek-Segafredo    | 5 min 57 s |
| 2e | Alex Dowsett          | Royaume-Uni | Movistar Team     | + 2 s      |
| 3e | Alexander Edmondson   | Australie   | Orica-Scott       | + 7 s      |
| 4e | Maximilian Schachmann | Allemagne   | Quick-Step Floors | + 8 s      |
| 5e | Victor Campenaerts    | Belgique    | LottoNL-Jumbo     | + 8 s      |
| 6e | Primož Roglič         | Slovénie    | LottoNL-Jumbo     | + 9 s      |
| 7e | Vasil Kiryienka       | Biélorussie | Team Sky          | + 10 s     |
| 8e | Tom Bohli             | Suisse      | BMC Racing Team   | + 10 s     |
| 9e | Johan Le Bon          | France      | FDJ               | + 11 s     |
| 10e | Christoph Pfingsten   | Allemagne   | Bora-Hansgrohe    | + 11 s     |

### 1reétape
| Classement | Classement         | Classement  | Classement        | Classement         |
|            | Coureur            | Pays        | Équipe            | Temps              |
| ---------- | ------------------ | ----------- | ----------------- | ------------------ |
| 1er        | Michael Albasini   | Suisse      | Orica-Scott       | en 4 h 33 min 10 s |
| 2e         | Diego Ulissi       | Italie      | UAE Emirates      | + 0 s              |
| 3e         | Jesús Herrada      | Espagne     | Movistar          | + 0 s              |
| 4e         | Natnael Berhane    | Érythrée    | Dimension Data    | + 0 s              |
| 5e         | Christopher Froome | Royaume-Uni | Sky               | + 0 s              |
| 6e         | Peio Bilbao        | Espagne     | Astana            | + 0 s              |
| 7e         | Wilco Kelderman    | Pays-Bas    | Sunweb            | + 0 s              |
| 8e         | David de la Cruz   | Espagne     | Quick-Step Floors | + 0 s              |
| 9e         | Richard Carapaz    | Équateur    | Movistar          | + 0 s              |
| 10e        | Pierre Latour      | France      | AG2R La Mondiale  | + 0 s              |
| modifier   |                    |             |                   |                    |

| \| Classement général \| Classement général \| Classement général \| Classement général \| Classement général \| \| Coureur \| Coureur \| Pays \| Équipe \| Temps \| \| ------------------ \| --------------------- \| ------------------ \| ------------------ \| ------------------ \| \| 1er \| Fabio Felline \| Italie \| Trek-Segafredo \| 4 h 39 min 07 s \| \| 2e \| Maximilian Schachmann \| Allemagne \| Quick-Step Floors \| + 8 s \| \| 3e \| Jesús Herrada \| Espagne \| Movistar Team \| + 8 s \| \| 4e \| Primož Roglič \| Slovénie \| LottoNL-Jumbo \| + 9 s \| \| 5e \| Ion Izagirre \| Espagne \| Bahrain-Merida \| + 12 s \| \| 6e \| Bob Jungels \| Luxembourg \| Quick-Step Floors \| + 12 s \| \| 7e \| José Gonçalves \| Portugal \| Katusha-Alpecin \| + 13 s \| \| 8e \| Rubén Fernández \| Espagne \| Movistar Team \| + 13 s \| \| 9e \| Michael Albasini \| Suisse \| Orica-Scott \| + 14 s \| \| 10e \| Jonathan Castroviejo \| Espagne \| Movistar Team \| + 14 s \| |                       |            |                   |                 |
| |                       |            |                   |                 |
| Source : ProCyclingStats |                       |            |                   |                 |
| Classement général |                       |            |                   |                 |
| Coureur | Coureur               | Pays       | Équipe            | Temps           |
| 1er | Fabio Felline         | Italie     | Trek-Segafredo    | 4 h 39 min 07 s |
| 2e | Maximilian Schachmann | Allemagne  | Quick-Step Floors | + 8 s           |
| 3e | Jesús Herrada         | Espagne    | Movistar Team     | + 8 s           |
| 4e | Primož Roglič         | Slovénie   | LottoNL-Jumbo     | + 9 s           |
| 5e | Ion Izagirre          | Espagne    | Bahrain-Merida    | + 12 s          |
| 6e | Bob Jungels           | Luxembourg | Quick-Step Floors | + 12 s          |
| 7e | José Gonçalves        | Portugal   | Katusha-Alpecin   | + 13 s          |
| 8e | Rubén Fernández       | Espagne    | Movistar Team     | + 13 s          |
| 9e | Michael Albasini      | Suisse     | Orica-Scott       | + 14 s          |
| 10e | Jonathan Castroviejo  | Espagne    | Movistar Team     | + 14 s          |

### 2eétape
En raison de chute de neige annoncée, les lieu et horaire de départ ont été changés. Prévu à Champéry, le départ eut lieu à Aigle. Grivko et Küng sont les deux seuls de l'échappée à se disputer la victoire d'étape.
| \| Classement de l'étape \| Classement de l'étape \| Classement de l'étape \| Classement de l'étape \| Classement de l'étape \| \| Coureur \| Coureur \| Pays \| Équipe \| Temps \| \| --------------------- \| --------------------- \| --------------------- \| --------------------- \| --------------------- \| \| 1er \| Stefan Küng \| Suisse \| BMC Racing Team \| 3 h 33 min 15 s \| \| 2e \| Andriy Grivko \| Ukraine \| Astana \| + 0 s \| \| 3e \| Sonny Colbrelli \| Italie \| Bahrain-Merida \| + 20 s \| \| 4e \| Alexander Edmondson \| Australie \| Orica-Scott \| + 20 s \| \| 5e \| Ben Swift \| Royaume-Uni \| UAE Team Emirates \| + 20 s \| \| 6e \| Fabio Felline \| Italie \| Trek-Segafredo \| + 20 s \| \| 7e \| Tosh Van der Sande \| Belgique \| Lotto-Soudal \| + 20 s \| \| 8e \| Jarlinson Pantano \| Colombie \| Trek-Segafredo \| + 20 s \| \| 9e \| Diego Ulissi \| Italie \| UAE Team Emirates \| + 20 s \| \| 10e \| Maximiliano Richeze \| Argentine \| Quick-Step Floors \| + 20 s \| |                     |             |                   |                 |
| |                     |             |                   |                 |
| Source : ProCyclingStats |                     |             |                   |                 |
| Classement de l'étape |                     |             |                   |                 |
| Coureur | Coureur             | Pays        | Équipe            | Temps           |
| 1er | Stefan Küng         | Suisse      | BMC Racing Team   | 3 h 33 min 15 s |
| 2e | Andriy Grivko       | Ukraine     | Astana            | + 0 s           |
| 3e | Sonny Colbrelli     | Italie      | Bahrain-Merida    | + 20 s          |
| 4e | Alexander Edmondson | Australie   | Orica-Scott       | + 20 s          |
| 5e | Ben Swift           | Royaume-Uni | UAE Team Emirates | + 20 s          |
| 6e | Fabio Felline       | Italie      | Trek-Segafredo    | + 20 s          |
| 7e | Tosh Van der Sande  | Belgique    | Lotto-Soudal      | + 20 s          |
| 8e | Jarlinson Pantano   | Colombie    | Trek-Segafredo    | + 20 s          |
| 9e | Diego Ulissi        | Italie      | UAE Team Emirates | + 20 s          |
| 10e | Maximiliano Richeze | Argentine   | Quick-Step Floors | + 20 s          |

| \| Classement général \| Classement général \| Classement général \| Classement général \| Classement général \| \| Coureur \| Coureur \| Pays \| Équipe \| Temps \| \| ------------------ \| --------------------- \| ------------------ \| ------------------ \| ------------------ \| \| 1er \| Fabio Felline \| Italie \| Trek-Segafredo \| 8 h 12 min 42 s \| \| 2e \| Maximilian Schachmann \| Allemagne \| Quick-Step Floors \| + 8 s \| \| 3e \| Jesús Herrada \| Espagne \| Movistar Team \| + 8 s \| \| 4e \| Primož Roglič \| Slovénie \| LottoNL-Jumbo \| + 9 s \| \| 5e \| Ion Izagirre \| Espagne \| Bahrain-Merida \| + 12 s \| \| 6e \| Bob Jungels \| Luxembourg \| Quick-Step Floors \| + 12 s \| \| 7e \| José Gonçalves \| Portugal \| Katusha-Alpecin \| + 13 s \| \| 8e \| Rubén Fernández \| Espagne \| Movistar Team \| + 13 s \| \| 9e \| Michael Albasini \| Suisse \| Orica-Scott \| + 14 s \| \| 10e \| Jonathan Castroviejo \| Espagne \| Movistar Team \| + 14 s \| |                       |            |                   |                 |
| |                       |            |                   |                 |
| Source : ProCyclingStats |                       |            |                   |                 |
| Classement général |                       |            |                   |                 |
| Coureur | Coureur               | Pays       | Équipe            | Temps           |
| 1er | Fabio Felline         | Italie     | Trek-Segafredo    | 8 h 12 min 42 s |
| 2e | Maximilian Schachmann | Allemagne  | Quick-Step Floors | + 8 s           |
| 3e | Jesús Herrada         | Espagne    | Movistar Team     | + 8 s           |
| 4e | Primož Roglič         | Slovénie   | LottoNL-Jumbo     | + 9 s           |
| 5e | Ion Izagirre          | Espagne    | Bahrain-Merida    | + 12 s          |
| 6e | Bob Jungels           | Luxembourg | Quick-Step Floors | + 12 s          |
| 7e | José Gonçalves        | Portugal   | Katusha-Alpecin   | + 13 s          |
| 8e | Rubén Fernández       | Espagne    | Movistar Team     | + 13 s          |
| 9e | Michael Albasini      | Suisse     | Orica-Scott       | + 14 s          |
| 10e | Jonathan Castroviejo  | Espagne    | Movistar Team     | + 14 s          |

### 3eétape
| Classement | Classement             | Classement | Classement        | Classement         |
|            | Coureur                | Pays       | Équipe            | Temps              |
| ---------- | ---------------------- | ---------- | ----------------- | ------------------ |
| 1er        | Elia Viviani           | Italie     | Sky               | en 4 h 27 min 42 s |
| 2e         | Sonny Colbrelli        | Italie     | Bahrain-Merida    | + 0 s              |
| 3e         | Michael Schwarzmann    | Allemagne  | Bora-Hansgrohe    | + 0 s              |
| 4e         | Alexander Edmondson    | Australie  | Orica-Scott       | + 0 s              |
| 5e         | Samuel Dumoulin        | France     | AG2R La Mondiale  | + 0 s              |
| 6e         | Youcef Reguigui        | Algérie    | Dimension Data    | + 0 s              |
| 7e         | Maximiliano Richeze    | Argentine  | Quick-Step Floors | + 0 s              |
| 8e         | Moreno Hofland         | Pays-Bas   | Lotto-Soudal      | + 0 s              |
| 9e         | Viatcheslav Kouznetsov | Russie     | Katusha-Alpecin   | + 0 s              |
| 10e        | Juan José Lobato       | Espagne    | Lotto NL-Jumbo    | + 0 s              |
| modifier   |                        |            |                   |                    |

| \| Classement général \| Classement général \| Classement général \| Classement général \| Classement général \| \| Coureur \| Coureur \| Pays \| Équipe \| Temps \| \| ------------------ \| --------------------- \| ------------------ \| ------------------ \| ------------------ \| \| 1er \| Fabio Felline \| Italie \| Trek-Segafredo \| 12 h 40 min 24 s \| \| 2e \| Maximilian Schachmann \| Allemagne \| Quick-Step Floors \| + 8 s \| \| 3e \| Jesús Herrada \| Espagne \| Movistar Team \| + 8 s \| \| 4e \| Primož Roglič \| Slovénie \| LottoNL-Jumbo \| + 9 s \| \| 5e \| Ion Izagirre \| Espagne \| Bahrain-Merida \| + 12 s \| \| 6e \| Bob Jungels \| Luxembourg \| Quick-Step Floors \| + 12 s \| \| 7e \| José Gonçalves \| Portugal \| Katusha-Alpecin \| + 13 s \| \| 8e \| Rubén Fernández \| Espagne \| Movistar Team \| + 13 s \| \| 9e \| Michael Albasini \| Suisse \| Orica-Scott \| + 14 s \| \| 10e \| Jonathan Castroviejo \| Espagne \| Movistar Team \| + 14 s \| |                       |            |                   |                  |
| |                       |            |                   |                  |
| Source : ProCyclingStats |                       |            |                   |                  |
| Classement général |                       |            |                   |                  |
| Coureur | Coureur               | Pays       | Équipe            | Temps            |
| 1er | Fabio Felline         | Italie     | Trek-Segafredo    | 12 h 40 min 24 s |
| 2e | Maximilian Schachmann | Allemagne  | Quick-Step Floors | + 8 s            |
| 3e | Jesús Herrada         | Espagne    | Movistar Team     | + 8 s            |
| 4e | Primož Roglič         | Slovénie   | LottoNL-Jumbo     | + 9 s            |
| 5e | Ion Izagirre          | Espagne    | Bahrain-Merida    | + 12 s           |
| 6e | Bob Jungels           | Luxembourg | Quick-Step Floors | + 12 s           |
| 7e | José Gonçalves        | Portugal   | Katusha-Alpecin   | + 13 s           |
| 8e | Rubén Fernández       | Espagne    | Movistar Team     | + 13 s           |
| 9e | Michael Albasini      | Suisse     | Orica-Scott       | + 14 s           |
| 10e | Jonathan Castroviejo  | Espagne    | Movistar Team     | + 14 s           |

### 4eétape
Deux groupes d'échappés prirent forme, à l'initiative de Armée pour prendre les points du grimpeur. Du fait de quelques coureurs dans le second groupe bien placés au général, les coureurs Sky réduisent l'écart; mais dans le dernier col, Froome semble avoir des difficultés à suivre le peloton. Porte et Yates en profitent pour attaquer et dépassent les derniers coureurs échappés. Yates gagne l'étape et le maillot jaune.
Arrivé à Leysin, Simon Yates remportait cette étape devant Richie Porte et ravissait ainsi du même coup le maillot jaune à Fabio Felline. Quant à Christopher Froome, il fut lâché du groupe de tête dans cette montée finale.
| \| Classement de l'étape \| Classement de l'étape \| Classement de l'étape \| Classement de l'étape \| Classement de l'étape \| \| Coureur \| Coureur \| Pays \| Équipe \| Temps \| \| --------------------- \| --------------------- \| --------------------- \| --------------------- \| --------------------- \| \| 1er \| Simon Yates \| Royaume-Uni \| Orica-Scott \| 4 h 10 min 03 s \| \| 2e \| Richie Porte \| Australie \| BMC Racing Team \| + 0 s \| \| 3e \| Emanuel Buchmann \| Allemagne \| Bora-Hansgrohe \| + 30 s \| \| 4e \| Tejay van Garderen \| États-Unis \| BMC Racing Team \| + 43 s \| \| 5e \| Rigoberto Urán \| Colombie \| Cannondale-Drapac \| + 52 s \| \| 6e \| Diego Ulissi \| Italie \| UAE Team Emirates \| + 52 s \| \| 7e \| Pierre Latour \| France \| AG2R La Mondiale \| + 52 s \| \| 8e \| Louis Meintjes \| Afrique du Sud \| UAE Team Emirates \| + 52 s \| \| 9e \| Damien Howson \| Australie \| Orica-Scott \| + 52 s \| \| 10e \| David Gaudu \| France \| FDJ \| + 52 s \| |                    |                |                   |                 |
| |                    |                |                   |                 |
| Source : ProCyclingStats |                    |                |                   |                 |
| Classement de l'étape |                    |                |                   |                 |
| Coureur | Coureur            | Pays           | Équipe            | Temps           |
| 1er | Simon Yates        | Royaume-Uni    | Orica-Scott       | 4 h 10 min 03 s |
| 2e | Richie Porte       | Australie      | BMC Racing Team   | + 0 s           |
| 3e | Emanuel Buchmann   | Allemagne      | Bora-Hansgrohe    | + 30 s          |
| 4e | Tejay van Garderen | États-Unis     | BMC Racing Team   | + 43 s          |
| 5e | Rigoberto Urán     | Colombie       | Cannondale-Drapac | + 52 s          |
| 6e | Diego Ulissi       | Italie         | UAE Team Emirates | + 52 s          |
| 7e | Pierre Latour      | France         | AG2R La Mondiale  | + 52 s          |
| 8e | Louis Meintjes     | Afrique du Sud | UAE Team Emirates | + 52 s          |
| 9e | Damien Howson      | Australie      | Orica-Scott       | + 52 s          |
| 10e | David Gaudu        | France         | FDJ               | + 52 s          |

| \| Classement général \| Classement général \| Classement général \| Classement général \| Classement général \| \| Coureur \| Coureur \| Pays \| Équipe \| Temps \| \| ------------------ \| ------------------ \| ------------------ \| ------------------ \| ------------------ \| \| 1er \| Simon Yates \| Royaume-Uni \| Orica-Scott \| 16 h 50 min 35 s \| \| 2e \| Richie Porte \| Australie \| BMC Racing Team \| + 19 s \| \| 3e \| Emanuel Buchmann \| Allemagne \| Bora-Hansgrohe \| + 38 s \| \| 4e \| Fabio Felline \| Italie \| Trek-Segafredo \| + 44 s \| \| 5e \| Jesús Herrada \| Espagne \| Movistar Team \| + 52 s \| \| 6e \| Primož Roglič \| Slovénie \| LottoNL-Jumbo \| + 53 s \| \| 7e \| Ion Izagirre \| Espagne \| Bahrain-Merida \| + 56 s \| \| 8e \| Bob Jungels \| Luxembourg \| Quick-Step Floors \| + 56 s \| \| 9e \| Diego Ulissi \| Italie \| UAE Team Emirates \| + 58 s \| \| 10e \| Damien Howson \| Australie \| Orica-Scott \| + 59 s \| |                  |             |                   |                  |
| |                  |             |                   |                  |
| Source : ProCyclingStats |                  |             |                   |                  |
| Classement général |                  |             |                   |                  |
| Coureur | Coureur          | Pays        | Équipe            | Temps            |
| 1er | Simon Yates      | Royaume-Uni | Orica-Scott       | 16 h 50 min 35 s |
| 2e | Richie Porte     | Australie   | BMC Racing Team   | + 19 s           |
| 3e | Emanuel Buchmann | Allemagne   | Bora-Hansgrohe    | + 38 s           |
| 4e | Fabio Felline    | Italie      | Trek-Segafredo    | + 44 s           |
| 5e | Jesús Herrada    | Espagne     | Movistar Team     | + 52 s           |
| 6e | Primož Roglič    | Slovénie    | LottoNL-Jumbo     | + 53 s           |
| 7e | Ion Izagirre     | Espagne     | Bahrain-Merida    | + 56 s           |
| 8e | Bob Jungels      | Luxembourg  | Quick-Step Floors | + 56 s           |
| 9e | Diego Ulissi     | Italie      | UAE Team Emirates | + 58 s           |
| 10e | Damien Howson    | Australie   | Orica-Scott       | + 59 s           |

### 5eétape
| \| Classement de l'étape \| Classement de l'étape \| Classement de l'étape \| Classement de l'étape \| Classement de l'étape \| \| Coureur \| Coureur \| Pays \| Équipe \| Temps \| \| --------------------- \| --------------------- \| --------------------- \| --------------------- \| --------------------- \| \| 1er \| Primož Roglič \| Slovénie \| LottoNL-Jumbo \| 24 min 58 s \| \| 2e \| Richie Porte \| Australie \| BMC Racing Team \| + 8 s \| \| 3e \| Tejay van Garderen \| États-Unis \| BMC Racing Team \| + 34 s \| \| 4e \| Ion Izagirre \| Espagne \| Bahrain-Merida \| + 34 s \| \| 5e \| Fabio Felline \| Italie \| Trek-Segafredo \| + 34 s \| \| 6e \| Andrey Amador \| Costa Rica \| Movistar Team \| + 35 s \| \| 7e \| Jonathan Castroviejo \| Espagne \| Movistar Team \| + 41 s \| \| 8e \| Lennard Kämna \| Allemagne \| Team Sunweb \| + 42 s \| \| 9e \| Christopher Froome \| Royaume-Uni \| Team Sky \| + 46 s \| \| 10e \| Ilnur Zakarin \| Russie \| Katusha-Alpecin \| + 46 s \| |                      |             |                 |             |
| |                      |             |                 |             |
| Source : ProCyclingStats |                      |             |                 |             |
| Classement de l'étape |                      |             |                 |             |
| Coureur | Coureur              | Pays        | Équipe          | Temps       |
| 1er | Primož Roglič        | Slovénie    | LottoNL-Jumbo   | 24 min 58 s |
| 2e | Richie Porte         | Australie   | BMC Racing Team | + 8 s       |
| 3e | Tejay van Garderen   | États-Unis  | BMC Racing Team | + 34 s      |
| 4e | Ion Izagirre         | Espagne     | Bahrain-Merida  | + 34 s      |
| 5e | Fabio Felline        | Italie      | Trek-Segafredo  | + 34 s      |
| 6e | Andrey Amador        | Costa Rica  | Movistar Team   | + 35 s      |
| 7e | Jonathan Castroviejo | Espagne     | Movistar Team   | + 41 s      |
| 8e | Lennard Kämna        | Allemagne   | Team Sunweb     | + 42 s      |
| 9e | Christopher Froome   | Royaume-Uni | Team Sky        | + 46 s      |
| 10e | Ilnur Zakarin        | Russie      | Katusha-Alpecin | + 46 s      |

## Classements finals

### Classement général final
.
| \| Classement général \| Classement général \| Classement général \| Classement général \| Classement général \| \| Coureur \| Coureur \| Pays \| Équipe \| Temps \| \| ------------------ \| ------------------ \| ------------------ \| ------------------ \| ------------------ \| \| 1er \| Richie Porte \| Australie \| BMC Racing Team \| 17 h 16 min 00 s \| \| 2e \| Simon Yates \| Royaume-Uni \| Orica-Scott \| + 21 s \| \| 3e \| Primož Roglič \| Slovénie \| LottoNL-Jumbo \| + 26 s \| \| 4e \| Fabio Felline \| Italie \| Trek-Segafredo \| + 51 s \| \| 5e \| Ion Izagirre \| Espagne \| Bahrain-Merida \| + 1 min 03 s \| \| 6e \| Tejay van Garderen \| États-Unis \| BMC Racing Team \| + 1 min 16 s \| \| 7e \| Wilco Kelderman \| Pays-Bas \| Team Sunweb \| + 1 min 21 s \| \| 8e \| Bob Jungels \| Luxembourg \| Quick-Step Floors \| + 1 min 22 s \| \| 9e \| Jesús Herrada \| Espagne \| Movistar Team \| + 1 min 22 s \| \| 10e \| Emanuel Buchmann \| Allemagne \| Bora-Hansgrohe \| + 1 min 24 s \| |                    |             |                   |                  |
| |                    |             |                   |                  |
| Source : ProCyclingStats |                    |             |                   |                  |
| Classement général |                    |             |                   |                  |
| Coureur | Coureur            | Pays        | Équipe            | Temps            |
| 1er | Richie Porte       | Australie   | BMC Racing Team   | 17 h 16 min 00 s |
| 2e | Simon Yates        | Royaume-Uni | Orica-Scott       | + 21 s           |
| 3e | Primož Roglič      | Slovénie    | LottoNL-Jumbo     | + 26 s           |
| 4e | Fabio Felline      | Italie      | Trek-Segafredo    | + 51 s           |
| 5e | Ion Izagirre       | Espagne     | Bahrain-Merida    | + 1 min 03 s     |
| 6e | Tejay van Garderen | États-Unis  | BMC Racing Team   | + 1 min 16 s     |
| 7e | Wilco Kelderman    | Pays-Bas    | Team Sunweb       | + 1 min 21 s     |
| 8e | Bob Jungels        | Luxembourg  | Quick-Step Floors | + 1 min 22 s     |
| 9e | Jesús Herrada      | Espagne     | Movistar Team     | + 1 min 22 s     |
| 10e | Emanuel Buchmann   | Allemagne   | Bora-Hansgrohe    | + 1 min 24 s     |

## Évolution des classements
| Étape              | Vainqueur          | Classement général | Classement de la montagne | Classement des sprints | Classement du meilleur jeune | Classement par équipes |
| ------------------ | ------------------ | ------------------ | ------------------------- | ---------------------- | ---------------------------- | ---------------------- |
| P                  | Fabio Felline      | Fabio Felline      | Non décerné               | Fabio Felline          | Alexander Edmondson          | Movistar               |
| 1                  | Michael Albasini   | Fabio Felline      | Simon Yates               | Fabio Felline          | Maximilian Schachmann        | Movistar               |
| 2                  | Stefan Küng        | Fabio Felline      | Sander Armée              | Stefan Küng            | Maximilian Schachmann        | Movistar               |
| 3                  | Elia Viviani       | Fabio Felline      | Sander Armée              | Stefan Küng            | Maximilian Schachmann        | Movistar               |
| 4                  | Simon Yates        | Simon Yates        | Sander Armée              | Stefan Küng            | Pierre Latour                | Orica-Scott            |
| 5                  | Primož Roglič      | Richie Porte       | Sander Armée              | Stefan Küng            | Pierre Latour                | Movistar               |
| Classements finals | Classements finals | Richie Porte       | Sander Armée              | Stefan Küng            | Pierre Latour                | Movistar               |

## Liste des participants
- Liste de départ complète

| Légende                          | Légende                                                                                                  | Légende                                | Légende                                                                                                  |
| -------------------------------- | --- | -------------------------------------- | --- |
| Num                              | Dossard de départ porté par le coureur sur ce Tour de Romandie                                           | Pos                                    | Position finale au classement général                                                                    |
| Leader du classement général     | Indique le vainqueur du classement général                                                               | Leader du classement de la montagne    | Indique le vainqueur du classement de la montagne                                                        |
| Leader du classement des sprints | Indique le vainqueur du classement des sprints                                                           | Leader du classement du meilleur jeune | Indique le vainqueur du classement du meilleur jeune                                                     |
|                                  | Indique un maillot de champion national ou mondial, suivi de sa spécialité                               | #                                      | Indique la meilleure équipe                                                                              |
| NP                               | Indique un coureur qui n'a pas pris le départ d'une étape, suivi du numéro de l'étape où il s'est retiré | AB                                     | Indique un coureur qui n'a pas terminé une étape, suivi du numéro de l'étape où il s'est retiré          |
| HD                               | Indique un coureur qui a terminé une étape hors des délais, suivi du numéro de l'étape                   | *                                      | Indique un coureur en lice pour le classement du meilleur jeune (coureurs nés après le 1er janvier 1993) |

| Movistar # MOV      | Movistar # MOV                | Movistar # MOV |
| ------------------- | ----------------------------- | -------------- |
| Num                 | Coureur                       | Pos            |
| 1                   | Alex Dowsett (GBR) (Clm)      | 96e            |
| 2                   | Rubén Fernández Andújar (ESP) | 25e            |
| 3                   | Jesús Herrada (ESP)           | 9e             |
| 4                   | Carlos Betancur (COL)         | 43e            |
| 5                   | Richard Carapaz (ECU) *       | 38e            |
| 6                   | Winner Anacona (COL)          | 32e            |
| 7                   | Andrey Amador (CRC)           | 17e            |
| 8                   | Jonathan Castroviejo (ESP)    | 12e            |
| Directeur sportif : |                               |                |

| Quick-Step Floors QST | Quick-Step Floors QST         | Quick-Step Floors QST |
| --------------------- | ----------------------------- | --------------------- |
| Num                   | Coureur                       | Pos                   |
| 11                    | Rémi Cavagna (FRA) *          | 88e                   |
| 12                    | Maximilian Schachmann (GER) * | 19e                   |
| 13                    | David de la Cruz (ESP)        | 16e                   |
| 14                    | Davide Martinelli (ITA) *     | 121e                  |
| 15                    | Bob Jungels (LUX) (Route/Clm) | 8e                    |
| 16                    | Tim Declercq (BEL)            | 122e                  |
| 17                    | Maximiliano Richeze (ARG)     | NP-4                  |
| 18                    | Martin Velits (SVK)           | 130e                  |
| Directeur sportif :   |                               |                       |

| BMC Racing BMC      | BMC Racing BMC                  | BMC Racing BMC |
| ------------------- | ------------------------------- | -------------- |
| Num                 | Coureur                         | Pos            |
| 21                  | Nicolas Roche (IRL) (Route/Clm) | 64e            |
| 22                  | Daniel Oss (ITA)                | AB-4           |
| 23                  | Danilo Wyss (SUI)               | 61e            |
| 24                  | Michael Schär (SUI)             | 80e            |
| 25                  | Stefan Küng (SUI) *             | 83e            |
| 26                  | Tejay van Garderen (USA)        | 6e             |
| 27                  | Richie Porte (AUS)              | 1er            |
| 28                  | Tom Bohli (SUI) *               | AB-4           |
| Directeur sportif : |                                 |                |

| Orica-Scott ORS     | Orica-Scott ORS               | Orica-Scott ORS |
| ------------------- | ----------------------------- | --------------- |
| Num                 | Coureur                       | Pos             |
| 31                  | Michael Albasini (SUI)        | 75e             |
| 32                  | Jack Haig (AUS) *             | 22e             |
| 33                  | Robert Power (AUS) *          | 81e             |
| 34                  | Damien Howson (AUS)           | 11e             |
| 35                  | Sam Bewley (NZL)              | 123e            |
| 36                  | Simon Yates (GBR)             | 2e              |
| 37                  | Roman Kreuziger (CZE) (Route) | 35e             |
| 38                  | Alexander Edmondson (AUS) *   | 107e            |
| Directeur sportif : |                               |                 |

| Sky SKY             | Sky SKY                  | Sky SKY |
| ------------------- | ------------------------ | ------- |
| Num                 | Coureur                  | Pos     |
| 41                  | Elia Viviani (ITA)       | AB-4    |
| 42                  | Ian Boswell (USA)        | AB-4    |
| 43                  | David López García (ESP) | 69e     |
| 44                  | Vasil Kiryienka (BLR)    | 95e     |
| 45                  | Gianni Moscon (ITA) *    | 71e     |
| 46                  | Peter Kennaugh (GBR)     | NP-5    |
| 47                  | Owain Doull (GBR) *      | AB-4    |
| 48                  | Christopher Froome (GBR) | 18e     |
| Directeur sportif : |                          |         |

| Trek-Segafredo TFS  | Trek-Segafredo TFS             | Trek-Segafredo TFS |
| ------------------- | ------------------------------ | ------------------ |
| Num                 | Coureur                        | Pos                |
| 51                  | Jarlinson Pantano (COL) (Clm)  | 29e                |
| 52                  | Michael Gogl (AUT) *           | 92e                |
| 53                  | Peter Stetina (USA)            | 52e                |
| 54                  | Jesús Hernández Blázquez (ESP) | AB-2               |
| 55                  | Gregory Daniel (USA) (Route) * | 126e               |
| 56                  | Fabio Felline (ITA)            | 4e                 |
| 57                  | André Cardoso (POR)            | 56e                |
| 58                  | Fumiyuki Beppu (JPN)           | 131e               |
| Directeur sportif : |                                |                    |

| Bora-Hansgrohe BOH  | Bora-Hansgrohe BOH        | Bora-Hansgrohe BOH |
| ------------------- | ------------------------- | ------------------ |
| Num                 | Coureur                   | Pos                |
| 61                  | Lukas Pöstlberger (AUT)   | AB-4               |
| 62                  | Paweł Poljański (POL)     | 46e                |
| 63                  | Michael Schwarzmann (GER) | 110e               |
| 64                  | Juraj Sagan (SVK) (Route) | 109e               |
| 65                  | Silvio Herklotz (GER) *   | 114e               |
| 66                  | Marcus Burghardt (GER)    | AB-4               |
| 67                  | Emanuel Buchmann (GER)    | 10e                |
| 68                  | Christoph Pfingsten (GER) | 55e                |
| Directeur sportif : |                           |                    |

| Sunweb SUN          | Sunweb SUN                | Sunweb SUN |
| ------------------- | ------------------------- | ---------- |
| Num                 | Coureur                   | Pos        |
| 71                  | Warren Barguil (FRA)      | AB-2       |
| 72                  | Johannes Fröhlinger (GER) | NP-5       |
| 73                  | Tom Stamsnijder (NED)     | 118e       |
| 74                  | Laurens ten Dam (NED)     | 37e        |
| 75                  | Lennard Kämna (GER) *     | 68e        |
| 76                  | Chad Haga (USA)           | 62e        |
| 77                  | Georg Preidler (AUT)      | AB-4       |
| 78                  | Wilco Kelderman (NED)     | 7e         |
| Directeur sportif : |                           |            |

| Cannondale-Drapac CDT | Cannondale-Drapac CDT | Cannondale-Drapac CDT |
| --------------------- | --------------------- | --------------------- |
| Num                   | Coureur               | Pos                   |
| 81                    | Rigoberto Urán (COL)  | 21e                   |
| 82                    | Toms Skujiņš (LAT)    | 85e                   |
| 83                    | Kristjan Koren (SLO)  | 86e                   |
| 84                    | Simon Clarke (AUS)    | 73e                   |
| 85                    | Brendan Canty (AUS)   | 60e                   |
| 86                    | William Clarke (AUS)  | 129e                  |
| 87                    | Wouter Wippert (NED)  | AB-4                  |
| 88                    | Nathan Brown (USA)    | 49e                   |
| Directeur sportif :   |                       |                       |

| Lotto NL-Jumbo TLJ  | Lotto NL-Jumbo TLJ             | Lotto NL-Jumbo TLJ |
| ------------------- | ------------------------------ | ------------------ |
| Num                 | Coureur                        | Pos                |
| 91                  | Juan José Lobato (ESP)         | AB-4               |
| 92                  | Antwan Tolhoek (NED) *         | AB-4               |
| 93                  | Koen Bouwman (NED) *           | 116e               |
| 94                  | Alexey Vermeulen (USA) *       | 115e               |
| 95                  | Jurgen Van den Broeck (BEL)    | 57e                |
| 96                  | Robert Gesink (NED)            | 26e                |
| 97                  | Victor Campenaerts (BEL) (Clm) | 105e               |
| 98                  | Primož Roglič (SLO) (Clm)      | 3e                 |
| Directeur sportif : |                                |                    |

| Katusha-Alpecin KAT | Katusha-Alpecin KAT           | Katusha-Alpecin KAT |
| ------------------- | ----------------------------- | ------------------- |
| Num                 | Coureur                       | Pos                 |
| 101                 | Rein Taaramäe (EST)           | 82e                 |
| 102                 | Pavel Kochetkov (RUS) (Route) | 53e                 |
| 103                 | José Gonçalves (POR)          | 28e                 |
| 104                 | Alberto Losada (ESP)          | 54e                 |
| 105                 | Viatcheslav Kouznetsov (RUS)  | 104e                |
| 106                 | Matvey Mamykin (RUS) *        | 66e                 |
| 107                 | Ilnur Zakarin (RUS)           | 15e                 |
| 108                 | Simon Špilak (SLO)            | 30e                 |
| Directeur sportif : |                               |                     |

| Lotto-Soudal LTS    | Lotto-Soudal LTS         | Lotto-Soudal LTS |
| ------------------- | ------------------------ | ---------------- |
| Num                 | Coureur                  | Pos              |
| 111                 | Tosh Van der Sande (BEL) | 47e              |
| 112                 | Kris Boeckmans (BEL)     | 127e             |
| 113                 | James Shaw (GBR) *       | 59e              |
| 114                 | Sander Armée (BEL)       | 65e              |
| 115                 | Rémy Mertz (BEL) *       | 91e              |
| 116                 | Moreno Hofland (NED)     | 100e             |
| 117                 | Thomas De Gendt (BEL)    | 108e             |
| 118                 | Maxime Monfort (BEL)     | 31e              |
| Directeur sportif : |                          |                  |

| Bahrain-Merida TBM  | Bahrain-Merida TBM       | Bahrain-Merida TBM |
| ------------------- | ------------------------ | ------------------ |
| Num                 | Coureur                  | Pos                |
| 121                 | Ion Izagirre (ESP) (Clm) | 5e                 |
| 122                 | Tsgabu Grmay (ETH)       | 36e                |
| 123                 | Ondřej Cink (SLO)        | 72e                |
| 124                 | Janez Brajkovič (SLO)    | 51e                |
| 125                 | Meiyin Wang (CHN)        | 125e               |
| 126                 | Yukiya Arashiro (JPN)    | 77e                |
| 127                 | Antonio Nibali (ITA)     | 87e                |
| 128                 | Sonny Colbrelli (ITA)    | 94e                |
| Directeur sportif : |                          |                    |

| AG2R La Mondiale ALM | AG2R La Mondiale ALM    | AG2R La Mondiale ALM |
| -------------------- | ----------------------- | -------------------- |
| Num                  | Coureur                 | Pos                  |
| 131                  | Mathias Frank (SUI)     | 33e                  |
| 132                  | Christophe Riblon (FRA) | 119e                 |
| 133                  | Nans Peters (FRA) *     | 98e                  |
| 134                  | Samuel Dumoulin (FRA)   | 106e                 |
| 135                  | Hugo Houle (CAN)        | 76e                  |
| 136                  | Mikaël Cherel (FRA)     | 45e                  |
| 137                  | Alexis Vuillermoz (FRA) | 27e                  |
| 138                  | Pierre Latour (FRA) *   | 14e                  |
| Directeur sportif :  |                         |                      |

| FDJ                 | FDJ                          | FDJ  |
| ------------------- | ---------------------------- | ---- |
| Num                 | Coureur                      | Pos  |
| 141                 | Johan Le Bon (FRA)           | 79e  |
| 142                 | David Gaudu (FRA) *          | 39e  |
| 143                 | Sébastien Reichenbach (SUI)  | NP-5 |
| 144                 | Léo Vincent (FRA) *          | AB-2 |
| 145                 | Odd Christian Eiking (NOR) * | 90e  |
| 146                 | Arnaud Courteille (FRA)      | 63e  |
| 147                 | Kévin Réza (FRA)             | 101e |
| 148                 | Lorrenzo Manzin (FRA) *      | 111e |
| Directeur sportif : |                              |      |

| UAE Emirates UAD    | UAE Emirates UAD           | UAE Emirates UAD |
| ------------------- | -------------------------- | ---------------- |
| Num                 | Coureur                    | Pos              |
| 151                 | Ben Swift (GBR)            | AB-4             |
| 152                 | Oliviero Troia (ITA) *     | 124e             |
| 153                 | Louis Meintjes (RSA)       | 20e              |
| 154                 | Matteo Bono (ITA)          | 103e             |
| 155                 | Manuele Mori (ITA)         | 58e              |
| 156                 | Simone Consonni (ITA) *    | 112e             |
| 157                 | Anass Aït El Abdia (MAR) * | 40e              |
| 158                 | Diego Ulissi (ITA)         | 13e              |
| Directeur sportif : |                            |                  |

| Astana AST          | Astana AST                 | Astana AST |
| ------------------- | -------------------------- | ---------- |
| Num                 | Coureur                    | Pos        |
| 161                 | Tanel Kangert (EST)        | 41e        |
| 162                 | Nikita Stalnov (KAZ)       | 113e       |
| 163                 | Bakhtiyar Kozhatayev (KAZ) | 50e        |
| 164                 | Andriy Grivko (UKR)        | NP-4       |
| 165                 | Oscar Gatto (ITA)          | AB-4       |
| 166                 | Laurens De Vreese (BEL)    | 102e       |
| 167                 | Sergey Chernetskiy (RUS)   | 48e        |
| 168                 | Peio Bilbao (ESP)          | 24e        |
| Directeur sportif : |                            |            |

| Dimension Data DDD  | Dimension Data DDD                     | Dimension Data DDD |
| ------------------- | -------------------------------------- | ------------------ |
| Num                 | Coureur                                | Pos                |
| 171                 | Youcef Reguigui (ALG)                  | 93e                |
| 172                 | Jacobus Venter (RSA)                   | 89e                |
| 173                 | Mekseb Debesay (ERI)                   | 67e                |
| 174                 | Jay Robert Thomson (RSA)               | 120e               |
| 175                 | Adrien Niyonshuti (RWA) (Clm)          | 128e               |
| 176                 | Merhawi Kudus (ERI) *                  | 42e                |
| 177                 | Natnael Berhane (ERI)                  | 23e                |
| 178                 | Daniel Teklehaimanot (ERI) (Route/Clm) | 74e                |
| Directeur sportif : |                                        |                    |

| Wanty-Groupe Gobert WGG | Wanty-Groupe Gobert WGG  | Wanty-Groupe Gobert WGG |
| ----------------------- | ------------------------ | ----------------------- |
| Num                     | Coureur                  | Pos                     |
| 181                     | Dion Smith (NZL) *       | 99e                     |
| 182                     | Guillaume Martin (FRA)   | 44e                     |
| 183                     | Xandro Meurisse (BEL)    | 70e                     |
| 184                     | Andrea Pasqualon (ITA)   | 84e                     |
| 185                     | Frederik Veuchelen (BEL) | 117e                    |
| 186                     | Marco Minnaard (NED)     | 78e                     |
| 187                     | Thomas Degand (BEL)      | 34e                     |
| 188                     | Fabien Doubey (FRA) *    | 97e                     |
| Directeur sportif :     |                          |                         |